# Musée des cellules du KGB
Le musée des cellules du KGB (en estonien : KGB kongide muuseum) est un musée à Tartu en Estonie.

## Présentation
Le musée des cellules du KGB fait partie des musées de l'histoire de la ville de Tartu.
L'idée de créer le musée est venue des anciens membres de l'organisation de résistance étudiante  Sini-Must-Valge (et) (SMV), qui opérait à Tartu. Lorsqu'ils ont visité leurs anciennes cellules de prison, ils ont découvert que le sous-sol était vide et quec restitué l'apparence de la prison ne serait pas très difficile.
Le propriétaire de la maison, Kalev Sõmermaa, dont le père, le premier propriétaire de la maison, Oskar Sõmermaa, était mort en Sibérie en raison des répressions soviétiques, était favorable à l'idée.
Le président de l'American Estonian Foundation, Ago Ambre, a également approuvé les réactions : il a promis de financer l'entreprise avec l'aide du Fonds Elmar Lehtmets, fondé par Tiit Lehtmets en mémoire de son père.
Fin 2000, un accord a été conclu avec la municipalité de Tartu et le musée a été inauguré le 12 octobre 2001.

## Exposition
Le musée est situé à l'adresse Riia tänav 15b, dans le « bâtiment gris », où dans les années 1940-1950 Le département de Tartu du ministère de la Sécurité d'État de la RSS d'Estonie était situé au sous-sol du bâtiment, où se trouvait la maison d'arrêt pour les personnes arrêtées pour des raisons politiques. 
Certaines cellules et couloirs ont été restaurés dans leur forme d'origine.
Les cellules de la prison sont remplies d'une exposition qui donne un aperçu de la lutte pour la liberté d'après-guerre en Estonie, des crimes du régime communiste et des conditions de vie dans la prison provisoire. Entre autres choses, l'exposition comprend des photos et des objets apportés des camps de prisonniers du Goulag, ainsi que des matériaux de l'histoire des Frères de la forêt et des organisations secrètes de résistance.

## Galerie

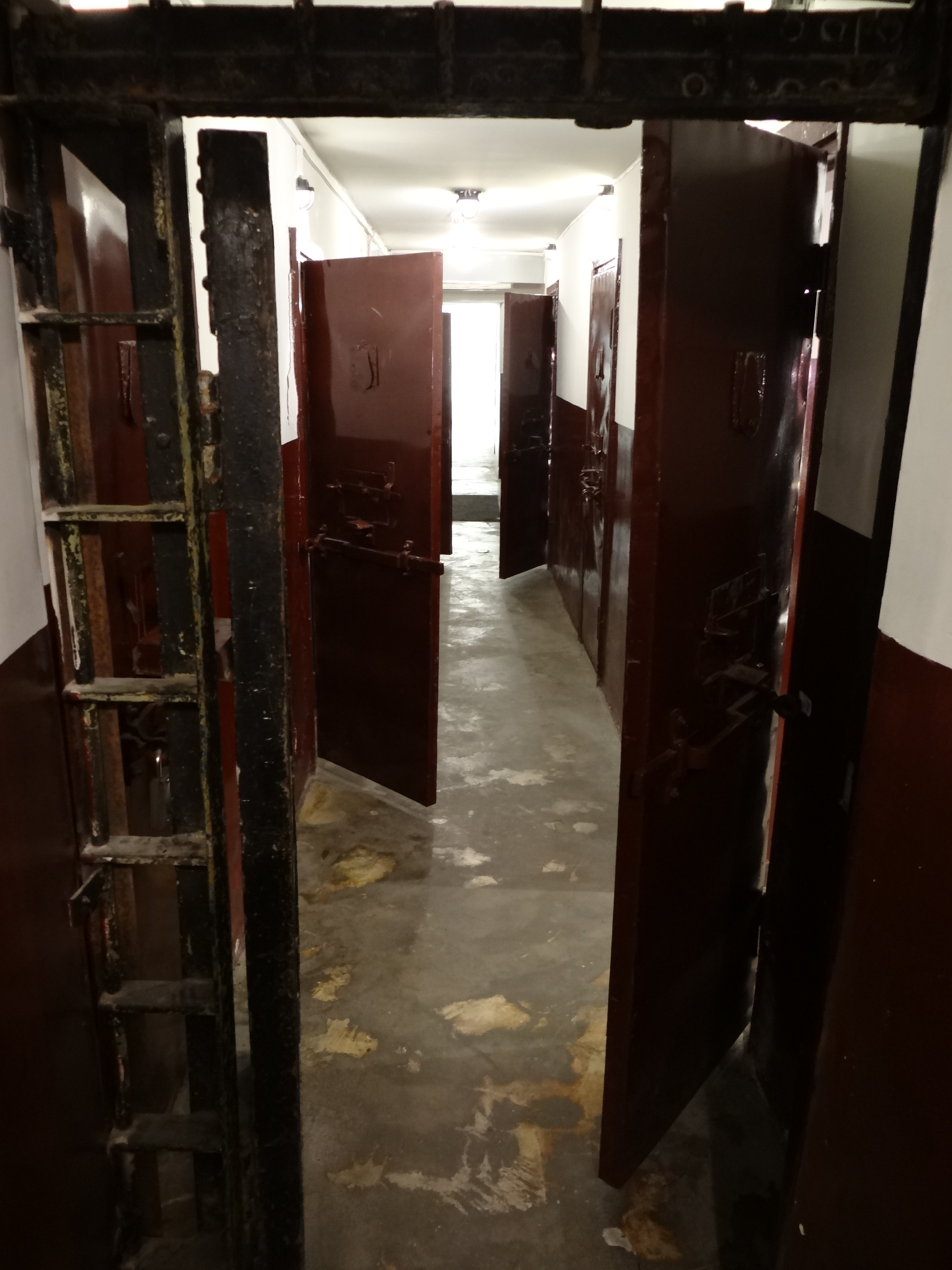
Couloir et portes de cellules.
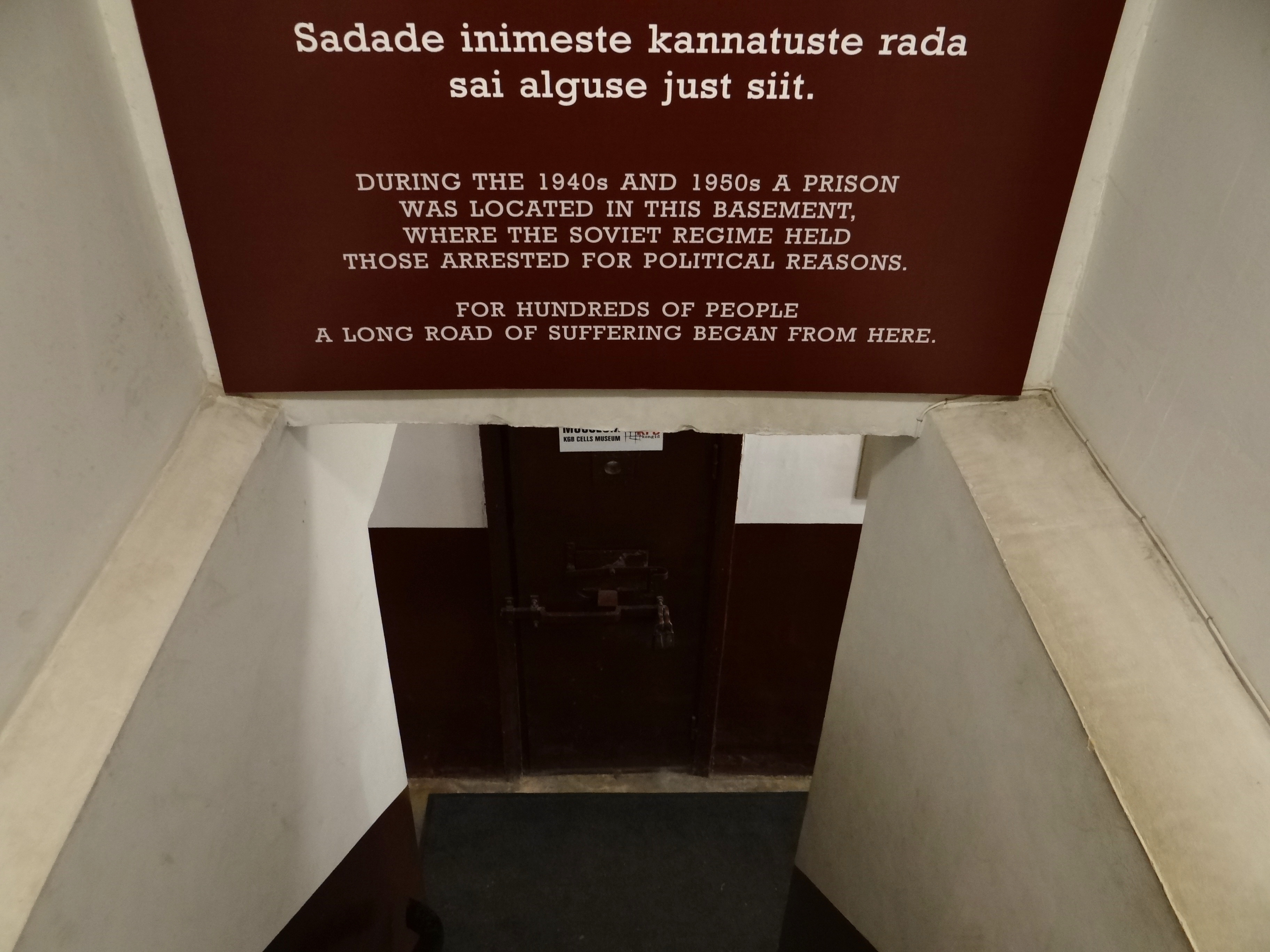
Entrée de la « maison grise »
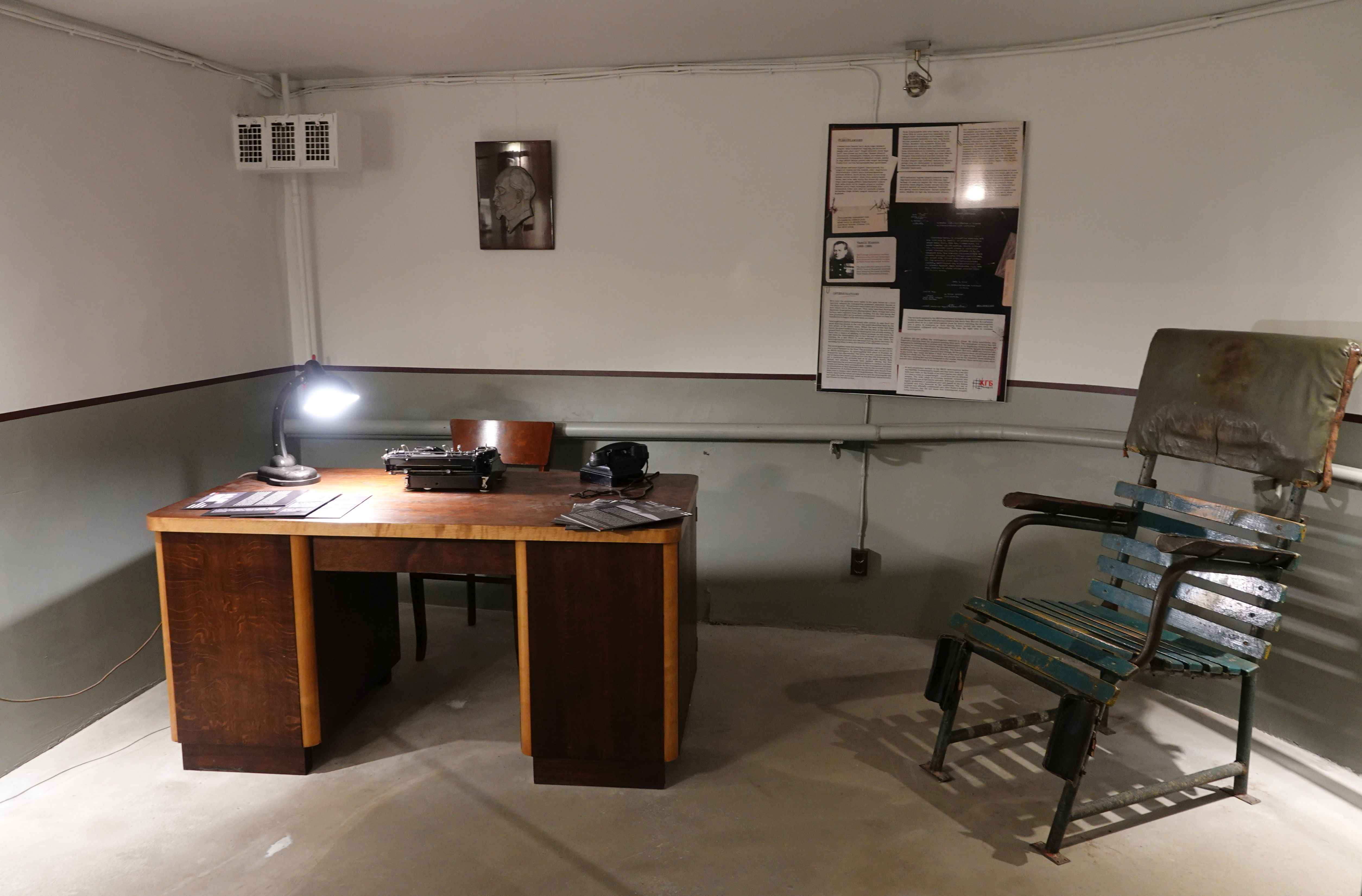
Salle d'interrogatoire.
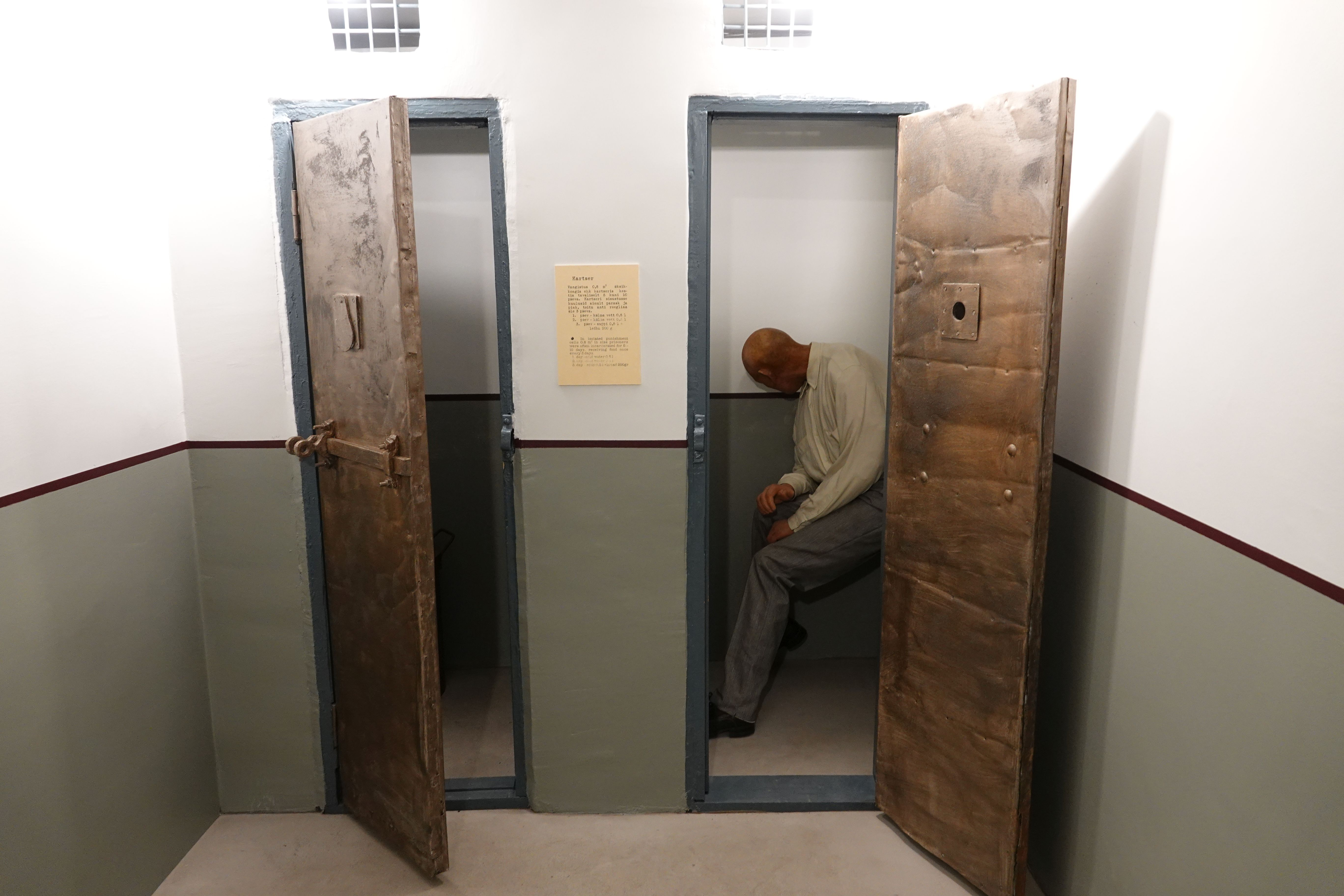
Cellules d'isolement.